# Conwentzia psociformis
Conwentzia psociformis är en insektsart som först beskrevs av Curtis 1834.  Conwentzia psociformis ingår i släktet Conwentzia och familjen vaxsländor. Arten är reproducerande i Sverige. Inga underarter finns listade i Catalogue of Life.

## Bildgalleri

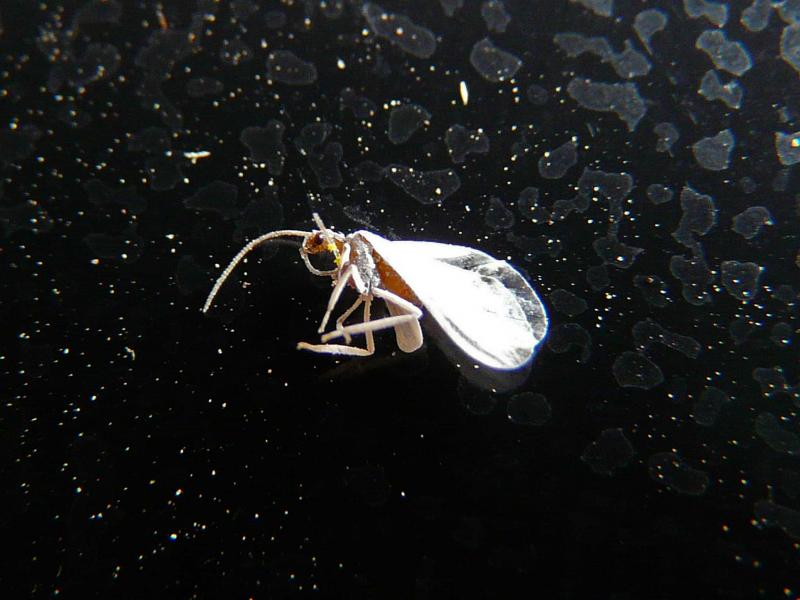